# Steinkreis von Nether Corskie
Der Steinkreis von Nether Corskie ist ein Steinkreis des Typs Recumbent Stone Circle (RSC), der insbesondere am River Dee verbreitet ist. Merkmal der RSC ist ein „liegender Stein“, begleitet von zwei stehenden, hohen, oft spitz zulaufenden „Flankensteinen“. Er liegt nordwestlich von Dunecht in Aberdeenshire in Schottland.
Vom Steinkreis sind nur die Flankensteine und der etwas verschobene „liegende Stein“ erhalten, der einige Schälchen (englisch cups ) aufweist. Der östliche Flankenstein ist über 1,8 m, der westliche etwa 2,7 m hoch.
In seiner Nähe liegen der piktische Symbolstein von Nether Corskie und der stark gestörte Steinkreis von Wester Echt.

## Die Steinkreise am River Dee
Die Steinkreise von Deeside bilden eine Gruppe von Recumbent Stone Circle (RSC). Ungefähr 100 von ihnen wurden zwischen 2500 und 1500 v. Chr. in Aberdeenshire errichtet. Die Ensembles der „ruhenden Steine“ liegen in der Regel im Südosten und (normalerweise) auf dem Ringverlauf.